# Episodi di See (seconda stagione)
La seconda stagione della serie televisiva See, composta da otto episodi, è stata distribuita a livello internazionale dal 27 agosto al 15 ottobre 2021 dal servizio di streaming Apple TV+.
| nº | Titolo originale         | Titolo italiano          | Pubblicazione USA | Pubblicazione Italia |
| -- | ------------------------ | ------------------------ | ----------------- | -------------------- |
| 1  | Brothers and sisters     | Fratelli e sorelle       | 27 agosto 2021    | 27 agosto 2021       |
| 2  | Forever                  | Per sempre               | 3 settembre 2021  | 3 settembre 2021     |
| 3  | The Compass              | Il Compasso              | 10 settembre 2021 | 10 settembre 2021    |
| 4  | The Witchfinder          | Il cacciatore di streghe | 17 settembre 2021 | 17 settembre 2021    |
| 5  | The Dinner Party         | Il ricevimento           | 24 settembre 2021 | 24 settembre 2021    |
| 6  | The Truth About Unicorns | La verità sugli unicorni | 1 ottobre 2021    | 1 ottobre 2021       |
| 7  | The Queen’s speech       | Il discorso della regina | 8 ottobre 2021    | 8 ottobre 2021       |
| 8  | Rock-a-bye               | Dormi bene               | 15 ottobre 2021   | 15 ottobre 2021      |